# Женская сборная Зимбабве по хоккею на траве
Женская сборная Зимбабве по хоккею на траве — женская сборная по хоккею на траве, представляющая Зимбабве на международной арене. Управляющим органом сборной выступает Ассоциация хоккея на траве Зимбабве (англ. Hockey Association of Zimbabwe).
Сборная занимает (по состоянию на 1 января 2015) 55-е место в рейтинге Международной федерации хоккея на траве (FIH).

## Результаты выступлений

### Олимпийские игры
- 1980 —
- 1984—2012 — не участвовали

### Всеафриканские игры
- 1995 —
- 1999 —
- 2003 — 5-е место

### Чемпионат Африки по хоккею на траве
- 1990 —
- 1994 —
- 1998 —
- 2005—2013 — не участвовали